# Villette (Meurthe i Mosel·la)
Villette és un municipi francès situat al departament de Meurthe i Mosel·la i a la regió del Gran Est. L'any 2007 tenia 204 habitants.

## Demografia

### Població
El 2007 la població de fet de Villette era de 204 persones. Hi havia 72 famílies, de les quals 20 eren unipersonals (8 homes vivint sols i 12 dones vivint soles), 12 parelles sense fills, 24 parelles amb fills i 16 famílies monoparentals amb fills.
La població ha evolucionat segons el següent gràfic:
Habitants censats

### Habitatges
El 2007 hi havia 87 habitatges, 85 eren l'habitatge principal de la família, 1 era una segona residència i 1 estava desocupat. 85 eren cases i 1 era un apartament. Dels 85 habitatges principals, 75 estaven ocupats pels seus propietaris, 7 estaven llogats i ocupats pels llogaters i 3 estaven cedits a títol gratuït; 1 tenia una cambra, 5 en tenien dues, 13 en tenien tres, 15 en tenien quatre i 51 en tenien cinc o més. 71 habitatges disposaven pel capbaix d'una plaça de pàrquing. A 36 habitatges hi havia un automòbil i a 41 n'hi havia dos o més.

### Piràmide de població
La piràmide de població per edats i sexe el 2009 era:
| Homes | Edats   | Dones |
| ----- | ------- | ----- |
| 0     | 95 o +  | 0     |
| 0     | 90 a 94 | 0     |
| 0     | 85 a 89 | 0     |
| 0     | 80 a 84 | 0     |
| 0     | 75 a 79 | 4     |
| 8     | 70 a 74 | 4     |
| 4     | 65 a 69 | 8     |
| 0     | 60 a 64 | 0     |
| 4     | 55 a 59 | 8     |
| 4     | 50 a 54 | 4     |
| 8     | 45 a 49 | 12    |
| 8     | 40 a 44 | 4     |
| 16    | 35 a 39 | 12    |
| 20    | 30 a 34 | 12    |
| 4     | 25 a 29 | 12    |
| 16    | 20 a 24 | 0     |
| 0     | 15 a 19 | 8     |
| 8     | 10 a 14 | 8     |
| 0     | 5 a 9   | 16    |
| 8     | 0 a 4   | 12    |

## Economia
El 2007 la població en edat de treballar era de 146 persones, 105 eren actives i 41 eren inactives. De les 105 persones actives 94 estaven ocupades (56 homes i 38 dones) i 11 estaven aturades (5 homes i 6 dones). De les 41 persones inactives 14 estaven jubilades, 12 estaven estudiant i 15 estaven classificades com a «altres inactius».

### Ingressos
El 2009 a Villette hi havia 78 unitats fiscals que integraven 199,5 persones, la mediana anual d'ingressos fiscals per persona era de 18.068 €.

### Activitats econòmiques
L'únic establiment que hi havia el 2007 era d'una empresa classificada com a «altres activitats de serveis».

## Poblacions més properes
El següent diagrama mostra les poblacions més properes.